# Ново село (община в Северна Македония)
Вижте пояснителната страница за други значения на Ново село.
Ново село (на македонска литературна норма: Општина Ново Село) е община, разположена в източната част на Северна Македония със седалище едноименното Ново село.
Общината обхваща 16 села в източната част на Струмишкото поле по средното течение на река Струмица на площ от 237,83 km2. Населението на общината е 11 966 (2002), предимно македонци, с гъстота от 48,64 жители на km2.

## Структура на населението
Според преброяването от 2002 година община Ново село има 11 966 жители.
| Етническа принадлежност | Процент |
| северномакедонци        | 99,50%  |
| албанци                 | 0,00%   |
| турци                   | 0,00%   |
| роми                    | 0,03%   |
| власи                   | 0,00%   |
| сърби                   | 0,21%   |
| бошняци                 | 0,02%   |
| други                   | 0,24%   |